# 如雨露 (曲)
「如雨露」（じょうろ）は、2017年6月16日にアップフロントワークスから配信されたJuice=Juiceの2作目のデジタル・ダウンロードシングル。

## 解説
- 2016年5月20日に開催されたライブツアー「Juice=Juice LIVE MISSION 220 ～Code3→Growing!～」吉祥寺公演において初披露し、以降ライブ限定で歌われていた楽曲[2][3]。
- 同年6月26日に梁川奈々美・段原瑠々がJuice=Juiceに加入したため[4]、今作が宮崎・金澤・高木・宮本・植村による5人体制での事実上最後の作品となった。
- 2018年8月1日リリースの2ndアルバム『Juice=Juice#2 -¡Una más!-』で同楽曲が初めてCDに収録されたが、こちらは梁川・段原も含む7人での歌唱バージョンである。

## 収録曲
| #         | タイトル   | 作詞      | 作曲      | 編曲      | 時間 |
| --------- | ---------- | --------- | --------- | --------- | ---- |
| 1.        | 「如雨露」 | 児玉雨子  | YUKO      | 大久保薫  | 4:16 |
| 合計時間: | 合計時間:  | 合計時間: | 合計時間: | 合計時間: | 4:16 |

## リリース日一覧
| 地域 | リリース日    | レーベル       | 規格                 | カタログ番号                                    |
| ---- | ------------- | -------------- | -------------------- | ----------------------------------------------- |
| 日本 | 2017年6月16日 | UP-FRONT WORKS | ダウンロードシングル | UFDL-1344（AAC-LC・44.1kHz/16bit・128/320kbps） |

## 参加メンバー
- 宮崎由加、金澤朋子、高木紗友希、宮本佳林、植村あかり